# NASCAR 2000
NASCAR 2000 es un videojuego simulador de carreras desarrollado por Stormfront Studios y publicado por EA Sports.

## Jugabilidad
El juego cuenta con 18 pistas del mundo real más varios autódromos de fantasía y 30 pilotos activos de NASCAR más algunos pilotos "leyenda".
Los modos de juego incluyen carreras rápidas, eventos de fin de semana completos, una serie de campeonatos completa o abreviada, un modo Race Against the King en el que compites contra Richard Petty en una serie de eventos y soporte multijugador para hasta 4 jugadores. La física actualizada y la IA ayudan al juego a apuntar a un mayor realismo.

## Lanzamientos
El juego fue lanzado en 1999 para Nintendo 64 y PlayStation y en 2000 para Microsoft Windows y Game Boy Color. El juego está basado en la 1999 NASCAR Winston Cup Series, con el auto 1999 Busch Series de Adam Petty y varias leyendas como Richard Petty y Alan Kulwicki también incluido. El juego, junto con NASCAR 98, está considerado como uno de los mejores de la serie EA Sports NASCAR de videojuegos. Fue el último juego para PC hasta NASCAR Thunder 2003. Este juego fue el cuarto título de la serie.
La versión para Windows del juego incluye la marca del fabricante en los autos, el primer juego de la serie que lo hace.

## Recepción
| Críticas Publicación Calificación N64 GBC PS PC AllGame [ 4 ] [ 5 ] [ 6 ] [ 7 ] Computer Games Strategy Plus N/A N/A N/A [ 8 ] Computer Gaming World N/A N/A N/A [ 9 ] Electronic Gaming Monthly N/A N/A 8/10 [ 10 ] N/A GameFan 42% [ 11 ] N/A 78% [ 12 ] [ 13 ] N/A Game Informer N/A N/A 7/10 [ 14 ] N/A GameSpot 7.4/10 [ 15 ] 7.6/10 [ 16 ] 7.5/10 [ 17 ] 7/10 [ 18 ] GameSpy N/A N/A N/A 85% [ 19 ] IGN 6.5/10 [ 20 ] 7/10 [ 21 ] 7/10 [ 22 ] 7.2/10 [ 23 ] Nintendo Power 6.8/10 [ 24 ] 5.5/10 [ 25 ] N/A N/A Official PlayStation Magazine (EEUU) N/A N/A [ 26 ] N/A PC Gamer EEUU N/A N/A N/A 70% [ 27 ] Puntuaciones de reseñas GameRankings 58% [ 28 ] 59% [ 29 ] 72% [ 30 ] 70% [ 31 ] |              |              |              |              |
| Críticas |              |              |              |              |
| Publicación | Calificación | Calificación | Calificación | Calificación |
| Publicación | N64          | GBC          | PS           | PC           |
| AllGame | [ 4 ]        | [ 5 ]        | [ 6 ]        | [ 7 ]        |
| Computer Games Strategy Plus | N/A          | N/A          | N/A          | [ 8 ]        |
| Computer Gaming World | N/A          | N/A          | N/A          | [ 9 ]        |
| Electronic Gaming Monthly | N/A          | N/A          | 8/10         | N/A          |
| GameFan | 42%          | N/A          | 78%          | N/A          |
| Game Informer | N/A          | N/A          | 7/10         | N/A          |
| GameSpot | 7.4/10       | 7.6/10       | 7.5/10       | 7/10         |
| GameSpy | N/A          | N/A          | N/A          | 85%          |
| IGN | 6.5/10       | 7/10         | 7/10         | 7.2/10       |
| Nintendo Power | 6.8/10       | 5.5/10       | N/A          | N/A          |
| Official PlayStation Magazine (EEUU) | N/A          | N/A          | [ 26 ]       | N/A          |
| PC Gamer EEUU | N/A          | N/A          | N/A          | 70%          |
| Puntuaciones de reseñas |              |              |              |              |
| GameRankings | 58%          | 59%          | 72%          | 70%          |

Las versiones de PlayStation y PC recibieron críticas por encima del promedio, mientras que las versiones de Nintendo 64 y Game Boy Color recibieron críticas por debajo del promedio, según el sitio web agregador de reseñas GameRankings. Sin embargo, Doug Trueman de NextGen dijo que la versión de PlayStation "habría sido un título excelente hace varios años, pero ahora parece y suena increíblemente anticuado".
Michael Lafferty de GameZone le dio a la versión para PC nueve de diez, calificándola de "un subidón de adrenalina". Sin embargo, Ash de GamePro dijo que la versión de Nintendo 64 "tiene mucho que ofrecer, pero simplemente no pudo cerrar la carrera".